# Adolph Zsigmondy
Adolph Zsigmondy (* 24. April 1816 in Pressburg; † 23. Juni 1880) war ein österreichischer Zahnarzt ungarischer Abstammung. Promotionen in Wien: 1840 zum Dr. med., 1843 zum Dr. chir. und 1853 zum Zahnarzt. 1848 wurde er Primararzt des Strafhauses und fungierte gleichzeitig während und nach der Belagerung von Wien als Chefarzt des Verwundeten-Notspitals „Augarten“.
Er war Mitarbeiter von Moriz Heider, einem Pionier auf dem Gebiet der wissenschaftlichen Zahnheilkunde, und setzte dessen Arbeit fort. Bekannt aber wurde er durch seine Entwicklung des Zahnschemas nach Zsigmondy, das auch heute noch manchmal gebräuchlich ist. Er beschrieb als erster den Approximalkontakt  und dessen Verschleiß. Er fortentwickelte  die Goldhämmerfüllung.
Außerdem war er der Zahnarzt der Kaiserin Sisi.
Adolph Zsigmondy war Vater von Emil, Karl, Otto und Richard Zsigmondy
- Emil Zsigmondy (1861–1885), österreichischer Arzt und Bergsteiger
- Karl Zsigmondy (1867–1925), österreichischer Mathematiker
- Otto Zsigmondy (1860–1917), österreichischer Zahnarzt und Bergsteiger
- Richard Zsigmondy (1865–1929), österreichischer Chemiker, Nobelpreisträger

Sein Sohn Otto führte sein Werk fort.